# マヌエル・エスキベル
サー・マヌエル・アマデオ・エスキベル（Manuel Amadeo Esquivel、KCMG、PC、1940年5月2日 - 2022年2月10日）は、ベリーズの政治家。統一民主党(UDP) 党首として1984年から1989年までと1993年から1998年にかけて首相を務めた。

## 経歴
当時植民地の首都だったベリーズ・シティに生まれ、ロヨラ大学ニューオーリンズ校で物理学の学士号を取得、イギリスのブリストル大学大学院でも物理を研究した。エリザベス2世より枢密院顧問官 (PC) に任命され、ロヨラ大学からも人文学の名誉博士号を授かった。2008年2月の総選挙で統一民主党が勝利するとディーン・バーロウ首相より閣僚級の内閣上級顧問に任命された。
カスリーン（カシー）夫人との間に三子。うち娘のローラは2006年3月より統一民主党所属の市会議員を務めている。
2010年度の新年の叙勲で聖マイケル・聖ジョージ勲章のナイト・コマンダー (KCMG) を受勲した。
2022年2月10日、81歳で死去。